# Гибридная операционная
Гибридная операционная — это операционный театр, оснащённый современным оборудованием для медицинской визуализации, например фиксированными С-дугами, компьютерными томографами или магнитно-резонансными томографами. Эти устройства позволяют проводить малоинвазивные операции, которые менее травматичны для пациентов, чем стандартные операции.
Малоинвазивность значит, что хирург не должен разрезать пациента полностью для того, чтобы получить доступ к частям тела, над которыми он хочет работать, а может вставить катетер или эндоскоп через небольшое отверстие.
Несмотря на то, что медицинская визуализация является стандартной частью операционной уже долгое время в виде мобильных С-дуг, ультразвука и эндоскопии, эти новые малоинвазивные процедуры нуждаются в медицинской визуализации, которая может показывать небольшие части тела, такие как тонкие сосуды в сердечной мышце с помощью ангиографического оборудования.

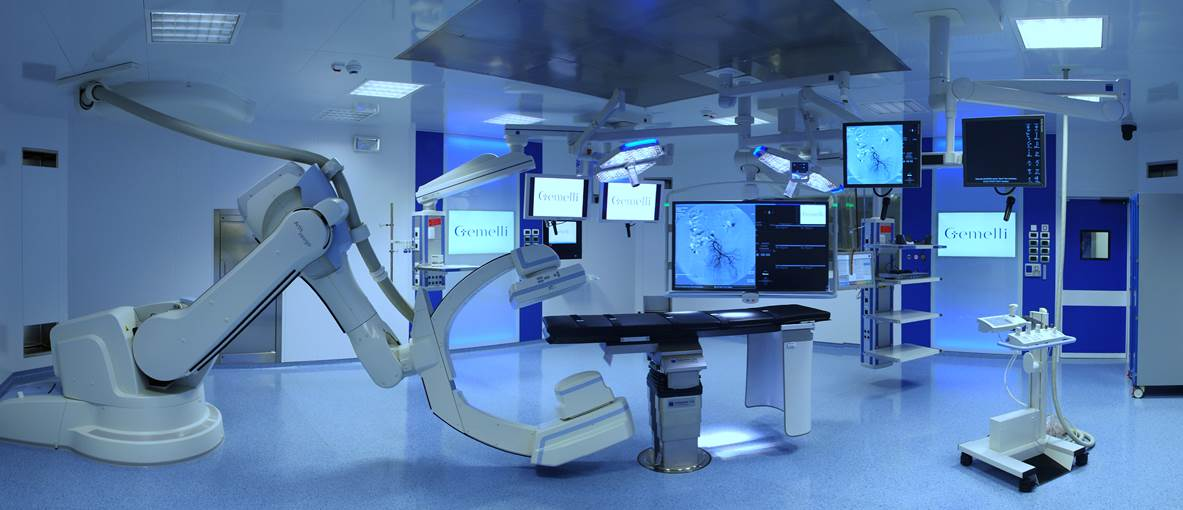
Гибридная операционная в отделении сердечно-сосудистой хирургии в Клинике Джемелли в Риме

## Клиническое применение
Гибридные операционные используются сейчас во многих случаях в сердечной-, сосудистой- и нейрохирургии, но могут использоваться и во многих других видах хирургии.

### Сердечно-сосудистая хирургия
Операции по замене клапанов сердца, хирургические вмешательства при аритмии и аневризме аорты выигрывают от использования медицинской визуализации гибридной операционной. Гибридная кардиохирургия является широко распространённым методом лечения этих болезней.
Кроме того, тенденция к большему распространению эндоваскулярного лечения аневризмы аорты привела к распространению ангиографических систем в гибридной сосудистой хирургии.
Особенно для сложных эндографтов гибридная операционная незаменима. Кроме того, она хорошо подходит и для интенсивной терапии.
Некоторые хирурги не только перепроверяют положение сложных эндографтов во время операции, но и используют свои ангиографические системы с сопутствующими приложениями для планирования операции. Обычно снимки компьютерной томографии, сделанные до начала операции, и снимки рентгеноскопии, сделанные во время операции, существенно отличаются из-за изменения положения пациента. Поэтому намного более точное планирование операций возможно с помощью ангиографических снимков, сделанных во время операции. В таком случае хирург имеет возможность сделать автоматическую сегментацию аорты, установить маркеры для почечных артерий и другие точки в 3-мерном пространстве, и наложить на эту визуализацию контуры 2-мерной флюороскопии. Современные ангиографические системы автоматически обновляют план операции при изменении положения С-дуги или операционного стола.

### Нейрохирургия
Гибридная операционная используется в нейрохирургии, например, при транспедикулярном остеосинтезе и при операциях по устранению аневризмы сосудов головного мозга. В обоих случаях гибридная операционная показала существенное преимущество по сравнению с традиционными методами хирургии.
При транспедикулярном остеосинтезе использование навигационной системы может ещё больше повысить качество результата.
В 2015 году в Федеральном центре нейрохирургии Тюмени впервые в истории отечественного здравоохранения, а также всего постсоветского пространства (СНГ), был реализован проект по запуску уникальной гибридной интеллектуальной операционной с КТ-томографом экспертного уровня, который интегрирован с навигационными системами в автоматическом режиме. Использование гибридной КТ-операционной позволило сделать революционный шаг в безопасности и эффективности в нейрохирургии, а также расширило показания к оперативному лечению в нейрохирургии. Таких комплексов в мире насчитывается не более 20-30. Пропускная способность гибридной операционной ФЦН в Тюмени составляет более 150 пациентов в год, поступающих на лечение в Центр с наиболее сложными нейрохирургическими заболеваниями.

### Торакальная хирургия и эндобронхиальные процедуры
Процедуры по диагностике и лечению небольших лёгочных узлов также выполняются в последнее время в гибридных операционных. Медицинская визуализация во время операции даёт возможность точно определить местоположение лёгочных узлов, особенно в небольших непрозрачных опухолях, метастазах, и в случаях лёгочной недостаточности. Это позволяет проводить точную навигацию при биопсии и разрезы при торакальной хирургии. Использование медицинской визуализации во время торакальных операций позволяет компенсировать потерю тактильных ощущений. Кроме того, использование гибридной операционной в таких случаях помогает сохранить здоровую лёгочную ткань, поскольку в ходе операции положение узлов точно известно. Это в свою очередь увеличивает качество жизни пациентов после операции.
Процесс диагностики и лечения обычно состоит из 3 шагов:
1. Обнаружение узлов при помощи компьютерной томографии или флюорографии органов грудной клетки
2. Биопсия узла для определения злокачественности
3. Если необходимо, лечение узла с помощью хирургии/ радиотерапии/ химотерапии (для излечения) или с помощью химоэмболизации/ абляции (для уменьшения боли)

Гибридная операционная позволяет выполнить шаги 2 и 3 (если хирургическое вмешательство необходимо) из этой последовательности шагов:

#### Биопсия
Небольшие лёгочные узлы идентифицированные в торакальной компьютерной томографии должны быть исследованы на злокачественность, таким образом небольшой образец лёгочной ткани берется с помощью иголочной процедуры. Игла вводится через бронхи к месту расположения узла. Для того чтобы убедиться в том, что образец ткани берется из узла, а не из здоровой лёгочной ткани, в гибридной операционной используется медицинская визуализация, полученная с помощью мобильных С-дуг, ультразвука или бронхоскопии. Успешность биопсии маленьких узлов составляет приблизительно 33-50 % в опухолях меньше 3 см.
Современная медицинская визуализация с помощью мобильных ангиографических С-дуг позволяет увеличить успешность операции. Основным преимуществом интраоперативной медицинской визуализации является то, что положение пациента точно соответствует изображению во время биопсии. Таким образом точность проведения операции значительно выше, чем если бы использовалась только медицинская визуализация полученная до операции.
Ангиографические системы позволяют видеть бронхиальное дерево в 3-мерном изображении во время операции. Воздух в бронхах служит «естественным» контрастом для лучшей визуализации узлов. На этом 3-мерном изображении, с помощью специальных компьютерных программ, узлы могут быть маркированы. Кроме того, хирург имеет возможность спланировать путь движения иглы во время биопсии (эндобронхиально или трансторакально). Эти изображения могут быть наложены на изображения, полученные с помощью рентгеноскопии. Это в свою очередь позволяет пульмонологу лучше видеть возможности доступа к узлам. В 90 % узлов размером 1-2 см, и в 100 % узлов > 2 см при использовании этого метода биопсия проходила успешно.

#### Хирургия
Видеоассистированная торакальная хирургия (ВАТХ) — это малоинвазивная процедура рассечения лёгочных узлов, которая избавляет пациентов от необходимости проходить травмоопасную торакотомию. Здесь небольшие отверстия используются для того, чтобы получить доступ к лёгочным долям и вставить камеру на торакоскопе вместе с остальными необходимыми инструментами. Несмотря на то, что эта процедура ускоряет выздоровление и потенциально позволяет избежать осложнений, потеря естественного зрения и тактильных ощущений хирургом делает сложной задачу обнаружения лёгочных узлов, особенно в случае, если узлы расположены не на поверхности лёгкого, непрозрачны и небольшие по размеру. Исследования показывают, что вероятность нахождения лёгочных узлов размером < 1 см может быть меньше 40 %.
В результате иногда хирург отрезает больше здоровой ткани, чем необходимо, для того чтобы вырезать опухоль полностью. Используя современную интраоперативную медицинскую визуализацию в гибридной операционной, можно точно найти и вырезать опухоль быстро и с минимальными потерями здоровой ткани.
Для того, чтобы использовать медицинскую визуализацию одновременно с ВАТХ, ангиография должна быть проведена до того, как проделаны отверстия, и, соответственно, до того, как соответствующая лёгочная доля сдуется. Таким образом, опухоль видна с помощью естественного воздушного контраста. На следующем этапе крючки, иглы и контрастное вещество (Lipiodol, Iopamidol) добавляются внутрь или возле опухоли, для того чтобы обеспечить видимость опухоли на ангиограмме после сдутия лёгких. Потом начинается традиционная ВАТХ часть с введения торакоскопа. В этот момент медицинская визуализация работает в рентгеноскпическом режиме, где видны как введенные инструменты, так и предварительно обозначенные опухоли. После этого точное вырезание опухолей становится возможным. В случае, если контрастное вещество использовалось для обозначения опухолей, оно также попадёт в лимфоузлы, которые тоже могут быть вырезаны.

### Хирургия ортопедической интенсивной терапии
Лечение сложных трещин и переломов в таких частях тела как таз, пятка, или большеберцовая кость нуждается в точном размещении шурупов и других хирургических имплантатов для скорейшего выздоровления пациентов. Применение малоинвазивной хирургии приводит к меньшему риску возникновения дополнительных травм и ускоряет выздоровление. Всё же, не нужно недооценивать риск неправильного позиционирования частей тела, повторных операций и повреждения нервов. Возможность использования ангиографических систем с пространственным разрешением 0.1 мм, большим полем зрения для отображения всего таза на одной картинке и большой мощностью позволяет хирургу видеть структуру костей и мягких тканей таза в большом разрешении. При этом при использовании роботизированной интраоперативной ангиографии (например Siemens Zeego) все требования по гигиене и доступу к пациенту в операционной выполняются.
К числу других видов операций, которые выигрывают от использования гибридных операционных, относятся: операции на позвоночнике, трещины в позвоночнике, трещины, вызванные раковыми опухолями, сколиоз. Большое поле зрения и большая мощность ангиографических систем в гибридных операционных позволяют получать хорошие изображения даже для пациентов, страдающих ожирением. Использования навигационных систем или встроенной лазерной навигации позволяет улучшить производительность труда в операционной.

### Лапароскопическая хирургия
Как и с другими областями применения малоинвазивной хирургии, сначала хирургическое сообщество не воспринимало серьёзно новую технологию лапароскопической хирургии. Сегодня, это золотой стандарт во многих случаях хирургического вмешательства. Начиная с простых операций вроде удаления аппендикса, до операций по удалению части почек и печени, и т. д. Всё больше хирургических операций проводятся с помощью лапароскопической хирургии. Качество изображений в медицинской визуализации, возможность получать изображения прямо в операционной и возможность точно направить хирургические инструменты во время операции способствуют распространению этого подхода.
Удаление части почки, с оставлением как можно большей части здоровой материи и с сохранением почечной функции было описано в прошлом. Во время лапароскопических операций хирурги сталкиваются со сложностями, вызванными потерей естественного 3-мерного зрения и тактильных ощущений. Поскольку лапароскопия подразумевает доступ к органам через небольшие отверстия, хирургам приходится полагаться на картинки предоставляемые эндоскопией. Хирурги при лапароскопии не могут прикоснуться к органам руками. В гибридной операционной медицинская визуализация внутренних органов изображается и обновляется на экране в режиме реального времени. 3-мерные картинки могут быть объединены или наложены на изображения рентгеноскопии или эндоскопии. Случайные повреждения таких важных элементов анатомии как артерии или опухоли могут быть исключены и таким образом можно избежать осложнений после операции. В настоящий момент исследования в этом направлении продолжаются.

### Интенсивная терапия
Во время лечений пациентов с травмами в интенсивной терапии каждая минута на счету. Пациенты с сильным кровотечением после автомобильных аварий, взрывов, огнестрельных ранений или рассечений артерий и т. д. нуждаются в немедленной медицинской помощи из-за сильной потери крови. В гибридной операционной можно проводить как стандартные так и эндоваскулярные хирургические операции. Например, давление в мозгу из-за сильного кровотечения может быть уменьшено с помощью стандартной хирургии, а аневризма сосудов головного мозга может быть вылечена с помощью эндоваскулярной окклюзии. Можно значительно сократить время лечения пациента в интенсивной терапии и уменьшить риск осложнения с помощью использования гибридной операционной в интенсивной терапии. Это достигается тем, что когда пациент лежит на операционном столе можно либо проводить компьютерную томографию либо непосредственно оперировать без изменения положения пациента.

## Технологии медицинской визуализации в гибридной операционной

### Технологии медицинской визуализации с фиксированной С-дугой

#### Рентгеноскопия и получение данных
Рентгеноскопия выполняется при помощи постоянного рентгеновского облучения для того что-бы видеть положение катетера или других медицинских приборов внутри тела пациента в режиме реального времени. Отличное качество изображения необходимо для того, что-бы показывать малейшие анатомические структуры и медицинские приборы. Особенно в кардиологии изображения работающего сердца нуждаются в высокой частоте изображений (30 кадров в секунду, 50 Герц) и высокой мощности (по меньшей мере 80 киловатт). Высокое качество изображения для кардиологии может быть получено только с помощью мощных фиксированных С-дуг, а не с помощью мобильных С-дуг.
Когда ангиографическая система работает в режиме записи данных изображения медицинской визуализации сохраняются системой. Позже эти изображения могут быть сохранены в архив. Стандартная рентгеноскопия используется в основном для того чтобы направлять медицинские приборы и менять поле зрения во время операции. Данные медицинской визуализации собираемые во время операции используются также для отчётности и диагностики заболеваний пациента. Конкретно, как только контрастное вещество введено пациенту, необходимо сделать медицинскую визуализацию и сохранить изображения. Таким образом эти изображения можно просматривать многократно без дополнительных инъекций контрастного вещества. Для того что-бы получить достаточную чёткость изображения для безошибочной диагностики и отчётности ангиографические системы используют до 10 раз большее рентгеновское облучение, чем это принято в стандартной рентгеноскопии. Поэтому нужно получать дополнительные изображения только тогда, когда они действительно необходимы. Полученные изображения служат базой для таких более сложных методов медицинской визуализации как цифровая субстракционная ангиография и вращательная ангиография.

#### Вращательная ангиография
Вращательная ангиография — это технология медицинской визуализации позволяющая получать с помощью фиксированной С-дуги 3-мерные изображения похожие на изображение получаемые с помощью компьютерной томографии. Для этого С-дуга вращается вокруг пациента, получая рентгеновские снимки в разных проекциях. После этого из серии снимков восстанавливается 3-мерная модель внутренних органов пациента.

#### Цифровая субтракционная ангиография
Цифровая субтракционная ангиография (ЦСА) — это технология 2-мерной медицинской визуализации, применяемая в том числе для изображения кровеносных сосудов в человеческом теле (Katzen, 1995).
Для получения ЦСА записывается два раза та же самая последовательность изображений. Одна последовательность изображений записывается без контрастного вещества введенного пациенту. Вторая последовательность записывается после ввода контрастного вещества. Затем первая последовательность изображений вычитается из второй последовательности для того, что-бы убрать фоновые структуры такие как кости и показать чётче только заполненные контрастным веществом кровеносные сосуды. Поскольку определенное время проходит между тем как первая и вторая последовательности изображений были сделаны, в ЦСА используются алгоритмы коррекции движения для того, что-бы убрать искажения изображений вызванные движением тела пациента (например из-за дыхания).
Маскирование — это одно из ключевых приложений ЦСА. Работает маскирование таким образом: из последовательности изображений ЦСА выбирается изображение с максимальной чёткостью изображения сосудов. Это изображение называется маской дорожной карты. Потом это изображение последовательно вычитается из рентгеноскопических изображений, получаемых в режиме реального времени, наложенных на статическое изображение сосудистой сети. Преимущество изображений полученных с помощью технологии маскирования состоит в том, что небольшие и сложные сосудистые структуры могут быть лучше отображены на экране монитора без зашумления картинки изображениями нижележащей ткани. Такие изображения особенно полезны при установке катетеров и хирургической проволоки.

### 2-/3-мерная регистрация

##### Объединение изображений и 2-/3-мерное наложение
Современные ангиографические системы используются не только для медицинской визуализации, но и помогают хирургу во время операций, направляя действия хирурга с помощью 3-мерных данных, полученных во время и/или до операции. Такая хирургическая навигация нуждается в том, что-бы все используемые 3-мерные изображения пациента были приведены к одной системе координат, и что-бы эта система координат совпадала с положением пациента на операционном столе. Приведение различных 3-мерных изображений одного пациента к единой системе координат осуществляется с помощью программных алгоритмов.

##### Поток информации между рабочей станцией и ангиографической системой
3-мерные изображения получаются в результате обработки последовательности 2-мерных картинок, которые получены в разных проекциях в результате вращения С-дуги вокруг пациента. Создание 3-мерного изображения на основании 2-мерных картинок выполняется на отдельном компьютере. С-дуга и компьютер постоянно поддерживают связь друг с другом. Например, когда пользователь виртуально вращает 3-мерное изображение на экране монитора для того что-бы рассмотреть анатомию пациента под определенным углом, параметры этого угла зрения могут быть переданы ангиографической системе, которая в свою очередь вращает С-дугу как раз в эту позицию для проведения рентгеноскопии. Аналогично, если положение С-дуги меняется, компьютер может получить информацию об угле поворота С-дуги и повернуть 3-мерное изображение на экране монитора в ту же проекцию, что и в окне рентгеноскопии. Программный алгоритм, который управляет этим процессом называется регистрация. Такая регистрация может быть выполнена и с другими DICOM изображениями, как например с изображениями компьютерной томографии или магнитно-резонансной томографии полученными преоперативно.

##### Наложение 3-мерной информации на 2-мерную рентгеноскопию
С помощью цветового кодирования 3-мерное изображение может быть наложено на 2-мерную рентгеноскопию. При изменениях положения С-дуги компьютер пересчитывает проекцию 3-мерного изображения на экране для того, что-бы проекция 3-мерного изображения на экран монитора соответствовала 2-мерной рентгеноскопии получаемой в режиме реального времени. Без дополнительного ввода контрастного вещества хирург может видеть на экране монитора движения хирургических инструментов в теле пациента наложенные в 3-мерном пространстве на контуры сосудов в рентгеноскопических изображениях. Другой способ наложения 3-мерной информации на 2-мерную рентгеноскопию — это наложение внешнего контура проекции 3-мерного изображения на рентгеноскопию. Как правило это делается после предварительной сегментации анатомических структур 3-мерного изображения. Такая сегментация может выполняться как вручную, так и автоматически. С помощью такого наложения можно получить информацию дополнительную к рентгеноскопии. Некоторые компьютерные программы автоматически выделяют важные регионы на изображении. Кроме того хирург или его помощник могут выбрать интересующие их регионы и вручную. Возьмём в качестве примера установку сосудистого стента для лечения аневризмы брюшной аорты. Перпендикулярное сечение почечной артерии может быть выделено на 3-мерном изображении и наложено на рентгеноскопию в режиме реального времени. Поскольку выделение было сделано на 3-мерном изображении, выделение будет обновляться при каждом изменении угла рентгеноскопии для синхронизации с текущим углом зрения.

##### Навигация во время транскатетерной имплантации аортального клапана (ТИАК)
Для транскатетераной имплантации аортального клапана необходима точная установка клапана в устье аорты для того что-бы избежать осложнений. Для этого во время операции по имплантации оптимально было бы видеть рентгеноскопию устья аорты под перпендикулярным углом зрения. В последнее время появились компьютерные приложения позволяющие хирургу выбрать этот оптимальный угол зрения для рентгеноскопии. Кроме того эти приложения позволяют управлять С-дугой в автоматическом режиме для получения перпендикулярного изображения устья аорты. Некоторые из этих приложений используют предоперационные КТ изображения на которых аорта разбивается на сегменты и рассчитывается оптимальный угол обзора для имплантации клапана. КТ изображения должны быть приведены в систему координат изображений С-дуги Конусно-Лучевой Компьютерной Томографии (КЛКТ) или рентгеноскопических изображений для того что-бы предать 3-мерное изображение ангиографической системе. Ошибки, возникающие при переводе КТ изображений в другую систему координат, могут приводить к отклонениям от оптимального угла обзора С-дуги. Такие ошибки должны быть исправлены вручную. Кроме того, изменения в анатомии пациента между тем временем когда предоперационные КТ изображения были получены и тем временем когда проводится операция не учитываются в таких приложениях. Изменения в анатомии пациента касаются того факта, что предоперационные КТ изображения производятся когда пациент лежит с руками поднятыми вверх на столе КТ сканера. В то же время во время хирургической операции руки обычно находятся по бокам пациента. Это различие в анатомии может приводить к ошибкам во время ТИАК. Значительно лучшие результаты показывают алгоритмы основанные на интраоперативных изображениях С-дуги Конусно-Лучевой Компьютерной Томографии, полученных непосредственно в операционной с помощью ангиографических систем. Это преимущество в результатах достигается с помощью того, что интраоперативные изображения С-дуги Конусно-Лучевой Компьютерной Томографии по определению находятся в системе координат С-дуги во время операции. Поэтому исключены ошибки при переводе КТ изображения в систему координат С-дуги. В этом случае хирургу не приходится полагаться на предоперационные КТ изображения, полученные предварительно в отделении радиологии. Это в свою очередь упрощает клинический процесс в операционной и уменьшает вероятность ошибок.

#### Функциональная медицинская визуализация в операционной
Развитие технологий, применяемых в ангиографических системах, позволяет производить визуализацию кровотока и позволяет вычислить паренхиму кровотока в операционной. Для того что-бы это сделать 3-мерная ЦСА ротационной ангиографии комбинируется с модифицированным протоколом ввода контрастного вещества и специальным алгоритмом реконструкции изображения. Таким образом движение крови может быть изображено во времени. Такая медицинская визуализация особенно полезна для лечения пациентов с ишемическим инсультом. Полноценная функциональная оценка может быть получена при использовании в гибридных операционных КТ- или МРТ-систем.

### Медицинская визуализация с помощью компьютерной томографии
Система компьютерной томографии, установленная на рельсах, может передвигаться в операционную для поддержки сложных хирургических процедур таких как нейрохирургия с помощью медицинской визуализации. Медицинский Центр Джонса Хопкинса в Мериленде, США, позитивно отзывается о своем опыте использования интраоперативной компьютерной томографии. А именно, применение этой технологии увеличивает безопасность процедур для пациентов, а также уменьшает риск инфекций и осложнений.

### Медицинская визуализация с помощью магнитно-резонансной томографии
Медицинская визуализация с помощью магнитного резонанса используется в нейрохирургии:
1. Перед операцией для точного планирования
2. Во время операции для лучшего принятия решений и для учёта смещения мозга
3. После операции для анализа результата

Система магнитно-резонансной томографии требует много места как в помещении, так и вокруг пациента. Проводить хирургическую операцию в обычном помещении для магнитно-резонансной томографии не возможно из-за несоответствия таких помещений гигиеническим требованиям к операционной. Поэтому для интраоперационного применения магнитно-резонансной томографии есть два возможных решения. Одно решение — это подвижная система магнитно-резонансной томографии, которая может быть транспортирована в операционную при необходимости для проведения медицинской визуализации. Второе решение — это транспортировка пациента во время операции в помещение с установленным магнитно-резонансным томографом.

## Планирование гибридной операционной

### Местоположение/ Организационная роль
В гибридной операционной не только использование такой операционной «гибридное», но и роль такой операционной в больничной организации. Поскольку оборудование для медицинской визуализации установлено в гибридной операционной, отделение радиологии может взять на себя ответственность за оборудование гибридной операционной из-за наличия знаний о том как управлять и обслуживать оборудование для медицинской визуализации. В то же самое время с точки зрения работы с пациентами, ответственность за планирование использования гибридной операционной может взять на себя отделение хирургии. Так же для того, что-бы транспортировака пациентов происходила максимально быстро имеет смысл расположить гибридную операционную либо непосредственно в, либо возле отделения хирургии.

### Размер операционной и подготовка помещения
Стандартные операционные в больницах часто не подходят для конвертации их в гибридные операционные. Это вызвано тем, что необходимо дополнительное пространство для системы медицинской визуализации и дополнительного персонала. Команда из 8-20 человек, включая анестезиологов, хирургов, медсестёр, технических специалистов, перфузиологов и другого персонала поддержки должна иметь возможность работать в гибридной операционной. В зависимости от выбора системы медицинской визуализации рекомендуется иметь помещение размером в 70 квадратных метров, включая комнату управления оборудованием, но исключая технические и подготовительные помещения. Дополнительно необходимо обеспечить установку свинцового экрана толщиной 2-3 мм для защиты от радиации излучаемой системой медицинской визуализации. Кроме того в зависимости от выбранной системы медицинской визуализации необходимо усилить конструкцию пола или потолков для удержания дополнительного веса системы медицинской визуализации. (приблизительный вес 650—1800 кг).

### Рабочий процесс в операционной
Планирование гибридной операционной нуждается в привлечении большого количества сторон. Для того, что-бы обеспечить плавный рабочий процесс в операционной все стороны работающие в операционной должны изложить своевременно свои требования по обеспечению возможности выполнения своих обязанностей. Эти требования влияют на конечный дизайн помещения через такие параметры как пространство, медицинское и визуализационное оборудование.
Поэтому эффективное планирование гибридной операционной требует участие профессионального менеджера проектов. Кроме того возможно что планирование будет происходить в несколько итераций. Итерации позволяют лучше учесть взаимозависимость между требованиями разных производителей визуализационных и медицинских систем. В результате всегда получается индивидуальное решение сконфигурированное в соответствии с потребностями и предпочтениями междисциплинарной команды работающей в гибридной операционной.

### Светильники, мониторы и подвесные системы[22]
В гибридной операционной нужны два вида источников света: хирургический (направленный) свет для открытых операций и рассеянный свет для интервенциональных процедур. Очень важно иметь возможность регулировать яркость рассеянного освещения. Это часто необходимо во время рентгеноскопических или эндоскопических операций. Наиболее важным требованием к хирургическому освещению является возможность освещения всего хирургического стола. Кроме того, светильники не должны находится на уровне головы хирурга и не должны сталкиваться с другим оборудованием во время перемещения. Наиболее часто используемое положение для крепления хирургических светильников находится по центру операционной над операционным столом. Если выбрана другая точка крепления, то светильники перемещаются к операционному столу во время операции.